# Новинки (Пореченская волость)
Новинки — деревня в Великолукском районе Псковской области России. Входит в состав сельского поселения «Пореченская волость».
Расположена в 36 км к югу от райцентра Великие Луки и в 3 км к юго-западу от волостного центра Поречье.

## Население
Численность населения деревни по состоянию на 2000 год составляла 7 жителей, на 2010 год — 1 житель.